# پشت بینه
پشت بینه (به لاتین: Poçtbinə یا Poştbinə) یک منطقه مسکونی در جمهوری آذربایجان است که در شهرستان بالاکن واقع شده است. پشت بینه ۱۲۴۶ نفر جمعیت دارد.